# Damonte Dodd
Damonte Dodd (Centreville, 10 maggio 1994) è un cestista statunitense.